# Ha-ha

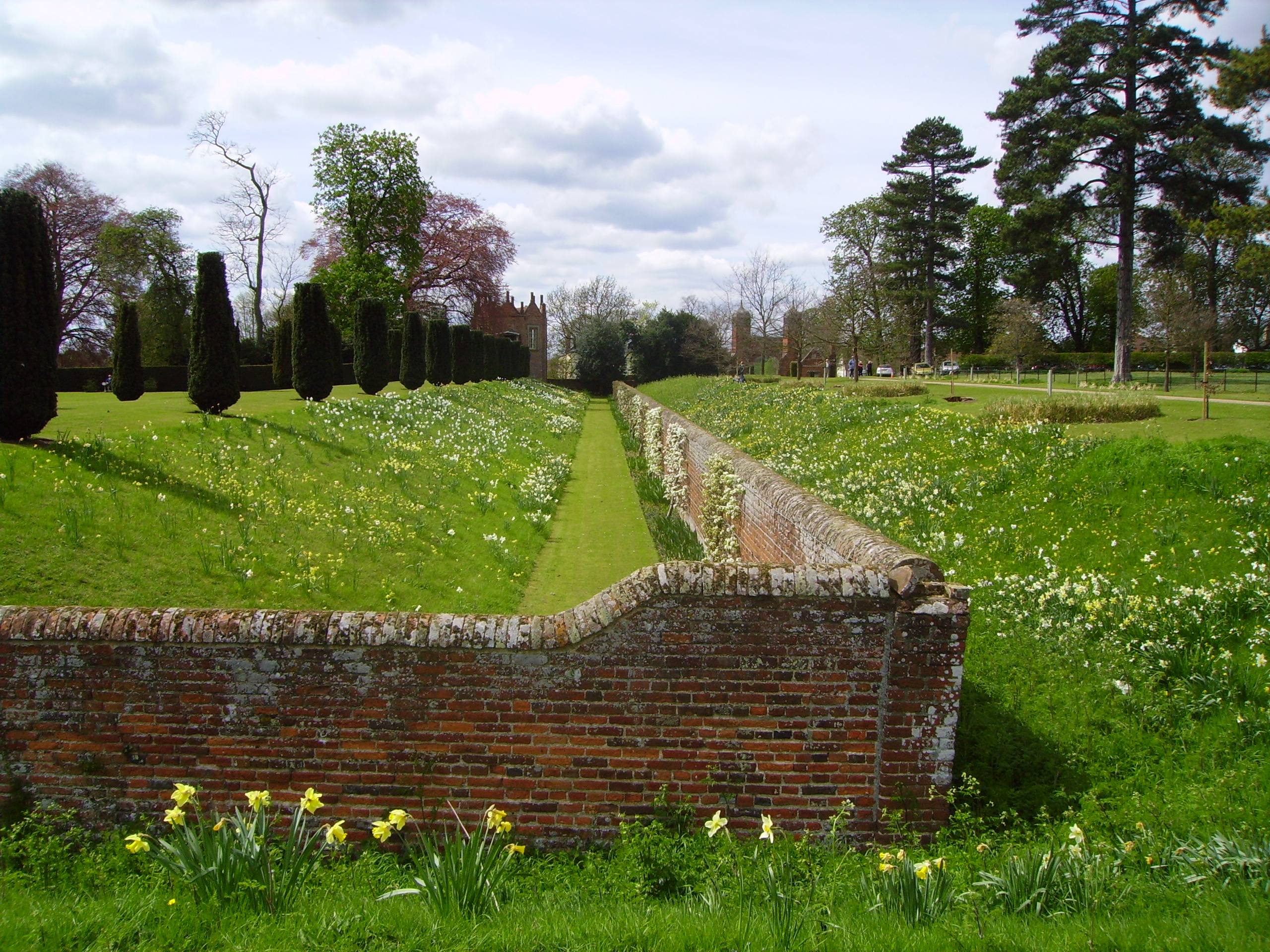
Dubbele ha-ha in Suffolk, VK

Een ha-ha of saut-de-loup is een constructie in de landschaps- en tuinarchitectuur waarbij een zichtbare muur of omheining wordt verborgen in een droge gracht.

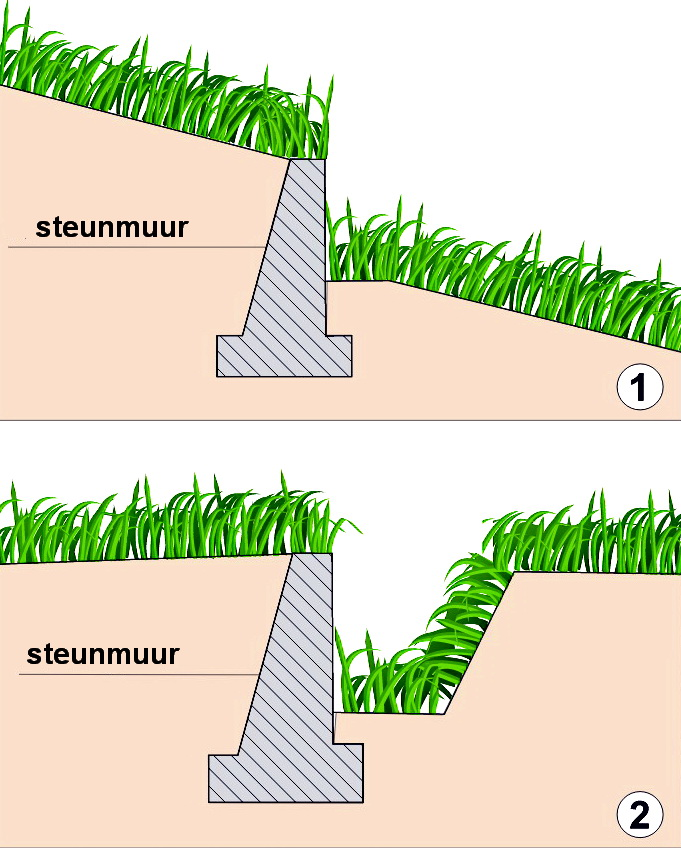
Schema enkelvoudige ha-ha: 1 op een helling; 2 vlak terrein. De kijker staat in beide gevallen links

Oorspronkelijk werd een dergelijke verzonken muur in een droge gracht gebruikt om het vee het ontsnappen te beletten, in de periode vóór de algemene introductie van afrasteringen. Ook op militair vlak werden soms verzonken muren als verdedigingsmiddel gebruikt.
Vanaf de 18e eeuw werden ha-ha's vooral om esthetische redenen aangelegd. Meestal heeft de gracht langs één zijde een talud, en aan de andere zijde een steunmuur tegen de hoger gelegen grond. Bij een dubbele ha-ha is er een vrijstaande muur met aan weerszijden een talud. Aangezien gracht, talud en muur beneden het maaiveld liggen, wordt het dieptezicht van de tuin niet onderbroken, zodat de tuin het erachter gelegen landschap lijkt te omvatten.

De ha-ha is in Nederland een weinig voorkomend landschapselement. Voorbeelden liggen bij kasteel Broekhuizen in Leersum en Gooilust in 's-Graveland. Een ha-ha zou ook in de koninklijke tuinen van het Park van Laken, Brussel toegepast zijn. In Engeland zijn ha-ha's nog vrij algemeen.